# Cicindela macra
Cicindela macra este o specie de insecte coleoptere descrisă de Leconte în anul 1857. Cicindela macra face parte din genul Cicindela, familia Carabidae.

## Subspecii
Această specie cuprinde următoarele subspecii:
- C. m. ampliata
- C. m. fluviatilis
- C. m. macra